# Roger Jardelle
Roger Jardelle (Reims, le 30 janvier 1894 - Reims, le 8 juin 1959) est un homme politique de la ville de Reims

## Biographie
Né à Reims, au 165 avenue de Laon, en 1894,  Roger Jardelle, alors métreur-architecte, devint en 1929 architecte-expert. Il est élu conseiller municipal en 1929, et siégea à l'Hôtel de Ville jusqu'au mois de mai 1957, successivement adjoint au maire, premier adjoint et enfin maire de Reims du 26 juillet 1949 au 26 avril 1953.
Le 15 juin 1944, il fut arrêté avec plusieurs de ses collègues de la mairie, déporté au camp de Neuengamme ; il fut rapatrié le 18 mai 1945. 
Il épousa à Reims en 1920 Jeanne Marie Hermance Appelle, qui se présenta aux élections municipales, en 1944, sur la liste du parti radical. Il est mort, 48, rue Paul-Vaillant-Couturier, le 8 juin 1959 et repose dans le canton 29 du Cimetière du Nord et sa sépulture est fleurie chaque année par la Ville de Reims, le 30 août, pour l'anniversaire de la Libération de Reims.

## Décorations
- Chevalier de la Légion d'honneur (1950)
- Médaille militaire
- Croix de guerre 1914-1918
- Officier de l'Instruction publique
- Chevalier de la Santé publique
- Officier de la Couronne de chêne du Luxembourg,
- Chevalier des Palmes académiques en 1931
- Médaille d'honneur communale en 1952

## Sources
- Ressource relative à la vie publique :   - base Léonore
- Notices d'autorité :   - VIAF
  - BnF (données)
  - IdRef